# Dipodium atropurpureum
Dipodium atropurpureum är en orkidéart som beskrevs av David Lloyd Jones. Dipodium atropurpureum ingår i släktet Dipodium och familjen orkidéer.
Artens utbredningsområde är New South Wales. Inga underarter finns listade i Catalogue of Life.